# Toluca (Illinois)
Toluca é uma cidade localizada no estado americano de Illinois, no Condado de Marshall.

## Demografia
Segundo o censo americano de 2000, a sua população era de 1339 habitantes.
Em 2006, foi estimada uma população de 1289, um decréscimo de 50 (-3.7%).

## Geografia
De acordo com o United States Census Bureau tem uma área de
2,8 km², dos quais 2,8 km² cobertos por terra e 0,0 km² cobertos por água.

## Localidades na vizinhança
O diagrama seguinte representa as localidades num raio de 16 km ao redor de Toluca.